# Galit Gutman
Galit Gutman (en hebreo: גלית גוטמן‎ n. 23 de septiembre de 1972 en Israel) es una actriz y modelo Israelí. 
Fue descubierta por primera vez cuando ganó el título "Descubrimiento del Año" (“Discovery of the Year”), y está considerada como una de las principales modelos en Israel.
Ha participado en las campañas de Castro, H & S, Croacker, Oberzon y Dani Mizrahi.
Estudió actuación en Yoram Levinstein y apareció en la telenovela israelí "Ramat Aviv Gimel". En 2003 fue la anfitriona de los Golden Curtain Awards del canal de televisión E!, así como la conductora del reality show Dugmaneot (Models).